# 似无囊狸藻组
似无囊狸藻组（学名：Utricularia sect. Avesicarioides）为狸藻属下的一组。其下的两个物种皆为小型流水食虫植物，分布于非洲西部。小宮定志在其1973年的分类专著中发表了似无囊狸藻组的原始描述。1989年，彼得·泰勒在狸藻属专著《狸藻属——分类学专著》中对该组进行了修订和完善。